# 꽃박쥐속
꽃박쥐속(Syconycteris)은 큰박쥐과에 속하는 박쥐 속의 하나이다. 현재 3종이 기술되어 있으며, 좀더 추가될 수 있다. 인도네시아와 뉴기니섬 그리고 오스트레일리아에서 발견된다.

## 특징
작은 박쥐로 전완장이 50~61.6mm이고 몸무게가 최대 47g이다. 두개골은 주변 뼈와 잘 결합되어 있는 앞위턱뼈와 함께 가늘고 긴 부리를 갖고 있다. 윗쪽 앞니는 비교적 크기만 바깥쪽 아래 앞니가 안쪽 앞니보다 약 두배가 크다. 주둥이는 길고 뾰족하다.

## 분포
오스트레일리아구 말루쿠 제도부터 뉴기니섬을 거쳐 오스트레일리아 동부 해안 지역까지 널리 분포한다.

## 하위 종
3종이 알려져 있다.
- 할마헤라꽃박쥐 (S. carolinae)
- 이끼숲꽃박쥐 (S. hobbit)
- 꽃박쥐 또는 남부꽃박쥐, 퀸즐랜드꽃박쥐 (S. australis)